# Туманность Тарантул
NGC 2070 (другое обозначение — ESO 57-EN6) — эмиссионная туманность в созвездии Золотая Рыба. Также известна под названиями «Тарантул» и 30 Золотой Рыбы.

## Характеристики
Туманность принадлежит галактике-спутнику Млечного Пути — Большому Магеллановому Облаку. Она является обширной областью ионизированного водорода, где происходят процессы активного формирования звёзд.
Этот объект входит в число перечисленных в оригинальной редакции «Нового общего каталога».

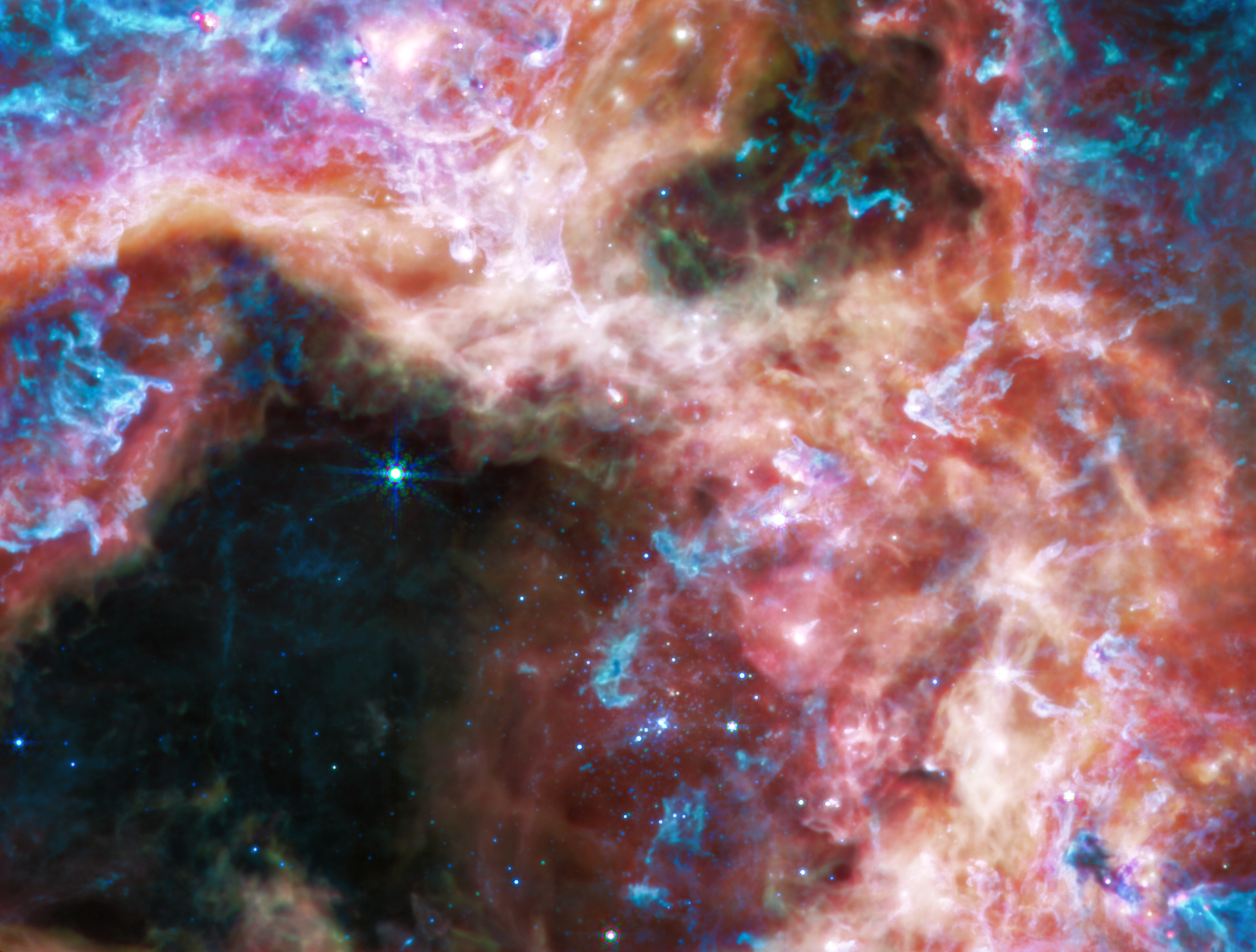
Туманность «Тарантул» снимок телескопа Джеймс Уэбб камерой MIRI (Mid-Infrared Instrument) в среднем инфракрасном диапазоне.

Огромные звёзды туманности являются мощными источниками излучения, которое выдувает из межзвёздного газа и пыли гигантские пузыри. Некоторые из звёзд взорвались сверхновыми, в результате чего пузыри были подсвечены рентгеновским излучением.
В центре туманности находится небольшое скопление звёзд R136, на стыке трёх пузырей. Эти звёзды — результат процессов звездообразования, их возраст оценивается приблизительно в два миллиона лет.
Кроме того, туманность содержит сверхмассивную звезду R136a1 массой 196 солнечных.
По краю туманности находятся относительно молодые шаровые звёздные скопления, а также группировки молодых звёзд, которые входят в состав сверхассоциации.
В сентябре 2022 года для изучения туманности астрономы направили на нее три инфракрасных прибора космического телескопа НАСА Джеймс Уэбб. В результате были замечены тысячи молодых и все еще формирующихся звезд, многие из которых были обнаружены впервые.

## Иллюстрации

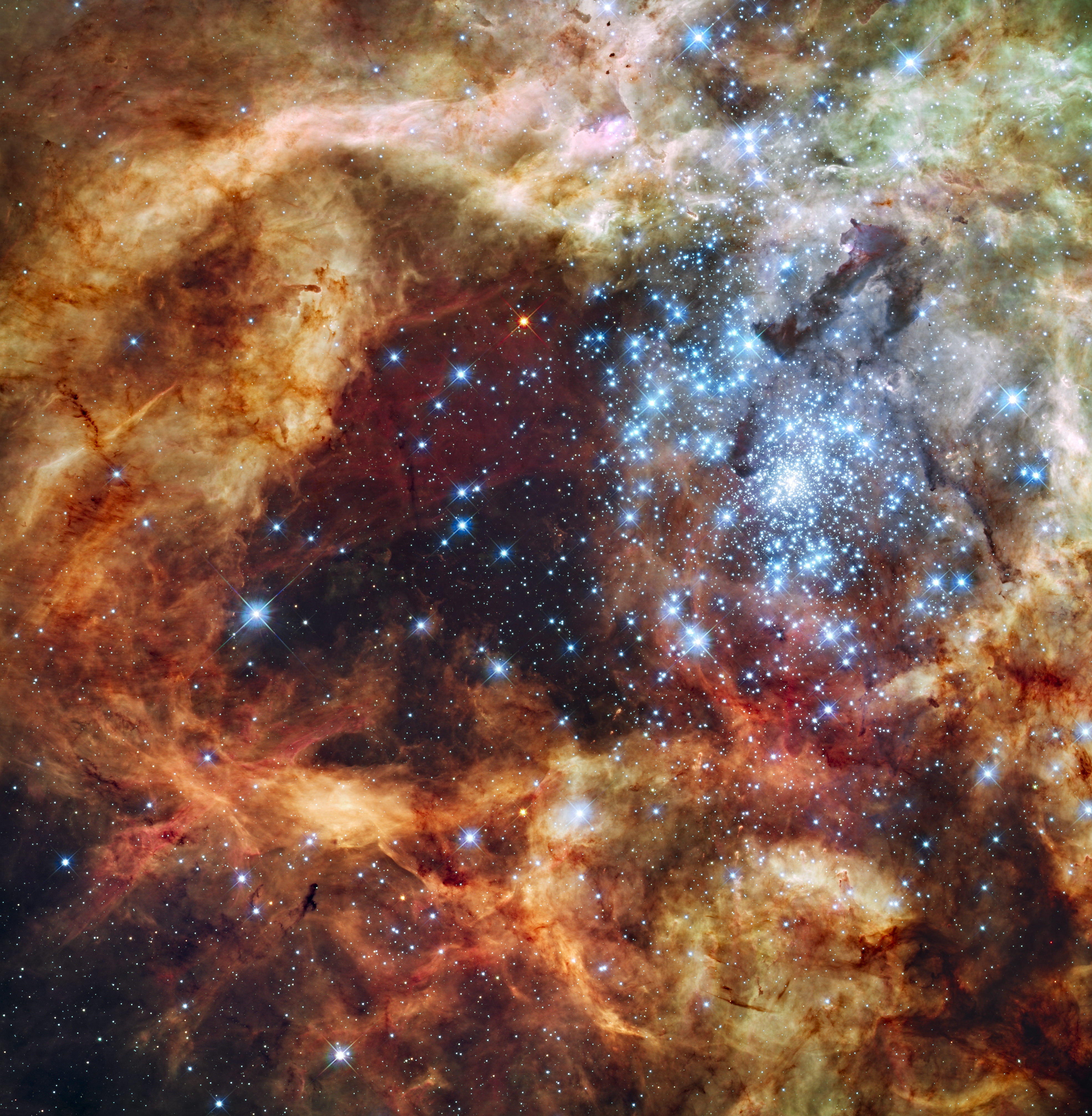
Изображение R136, сделанное с помощью телескопа «Хаббл».
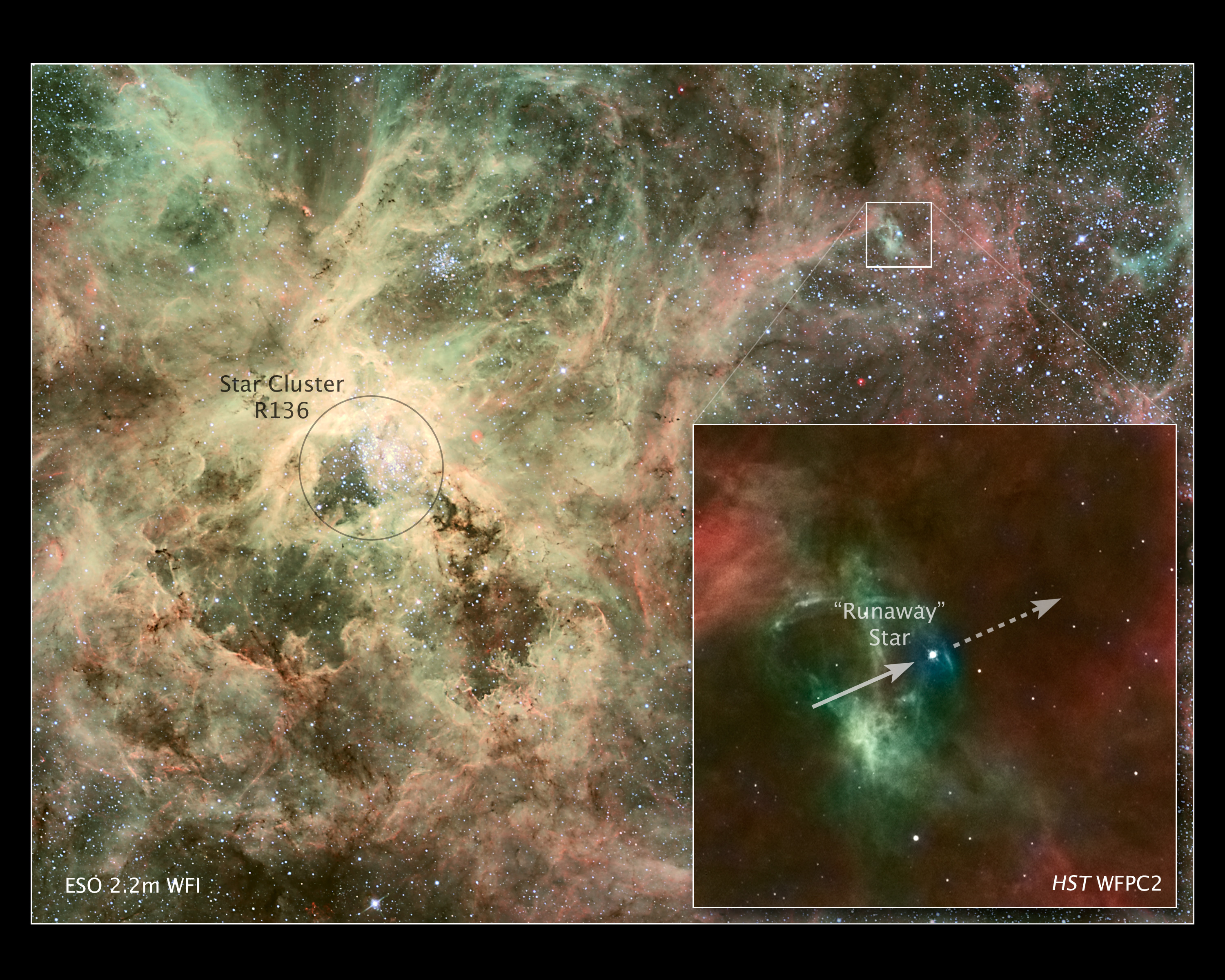
«Убегающая звезда»
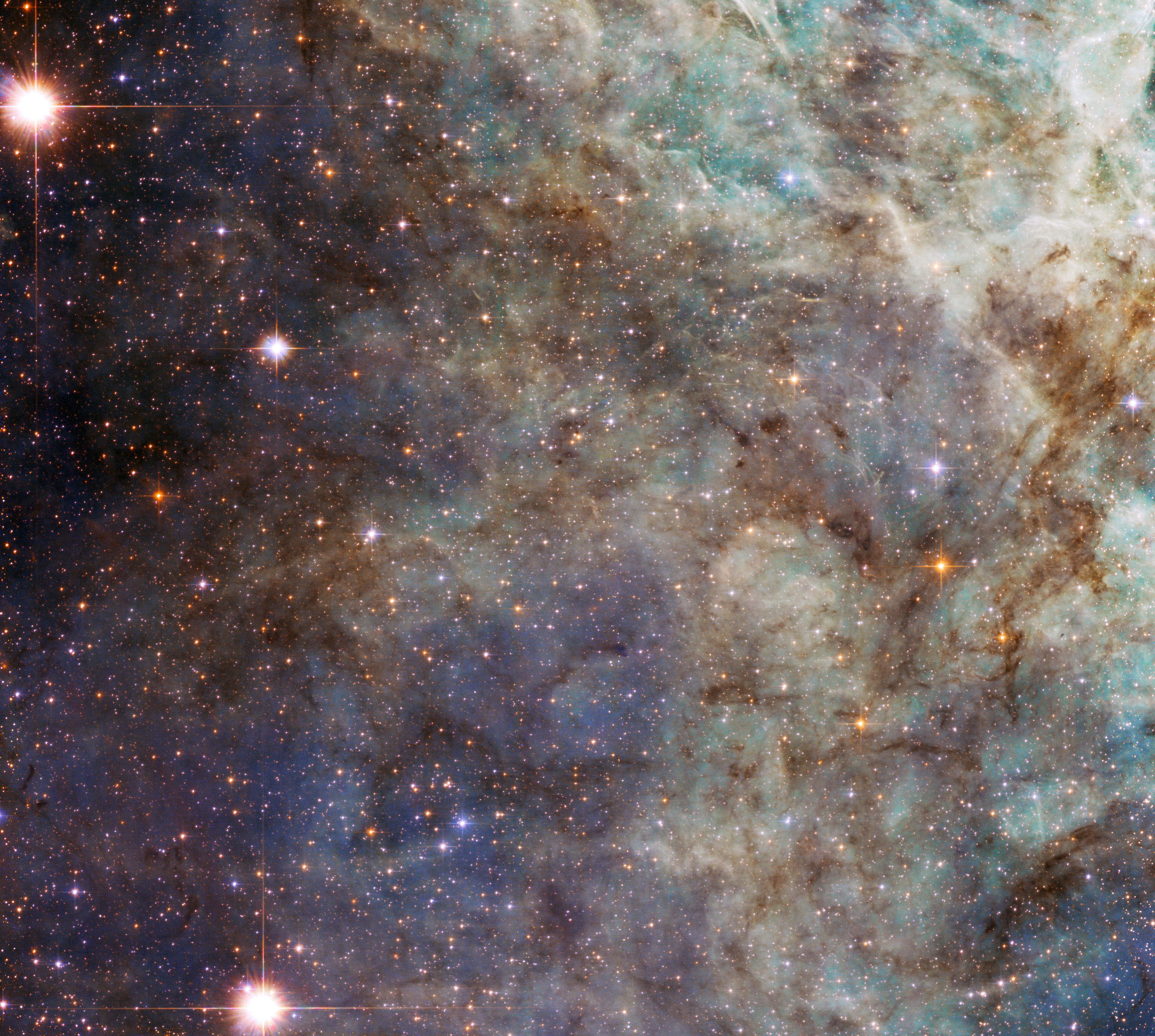
Часть скопления, сфотографированная в высоком разрешении.
Положение на небе (зелёный квадрат)